# Bleib bei uns, denn es will Abend werden, BWV 6
Bleib bei uns, denn es will Abend werden, BWV 6 (Fica conosco, a noite cai, em alemão) é uma cantata de Johann Sebastian Bach.
Foi escrito em Leipzig para a segunda-feira pascal, e foi apresentada pela primeira vez em 02 de abril de 1725. É baseado nos corais de mesmo nome de Nikolaus Selnecker e Martinho Lutero. O texto do primeiro movimento está em Lucas 24:29.
A peça foi escrita para dois oboés, oboé da caccia, cordas (violinos, violas e baixo contínuo), solistas vocais e coro, em seis movimentos:
1. Chorus: "Bleib bei uns, denn es will Abend werden" - um movimento polifônico, em compasso ternário para todo o grupo. A seção central é em forma de fuga em Dó menor.
2. Ária: "Hochgelobter Gottessohn" ("Altamente elogiado Filho de Deus") - para alto, oboé e contínuo em Mi bemol maior.
3. Coral: "Ach bleib bei uns, Herr Jesu Christ" ("Ah, fique conosco, Senhor Jesus Cristo") - um coral para piccolo, soprano, solo de violoncelo e contínuo em Si bemol maior.
4. Recitativo: "Es hat die Dunkelheit um vielen Orten" ("A escuridão volta em muitos lugares") - para baixo e contínuo em Sol menor.
5. Aria: "Jesu, laß uns auf dich sehen" ("Jesus, vamos olhar para você") - para tenor, cordas e continuo em Sol menor.
6. Coral: "Beweis dein Macht, Herr Jesu Christ" ("Revele sua resistência, Senhor Jesus Cristo") - o último verso do coral, cantado e tocado por todo o conjunto em Sol menor.[1]

## Gravações
- Les Grandes Cantates de J.S. Bach Vol. 7, Heinrich-Schütz-Chor Heilbronn, Pforzheim Chamber Orchestra, Marga Höffgen, Helmut Krebs, Franz Kelch, conductor Fritz Werner, Erato 1960 (reissued)[1]
- J.S. Bach: Complete Cantatas Vol. 14 - Bogna Bartosz, Jörg Dürmüller, Klaus Mertens, Amsterdam Baroque Orchestra & Choir, Ton Koopman conductor. Label: Antoine Marchand